# Плишкино (Иркутская область)
Пли́шкино — посёлок в Иркутском районе Иркутской области России. Входит в состав Хомутовского муниципального образования.
Посёлок находится в 10 км от Иркутска. Назван в честь генерала Плишкина, имевшего на этой территории подсобное хозяйство в начале XX века. Двухэтажный деревянный дом Плишкина сохранился до сих пор на восточной стороне холма посёлка. На территории посёлка находится исправительная колония № 4.
До 2005 года посёлок относился к административной территории Иркутска, однако в соответствии с генеральной концепцией развития города, стабилизирующей городскую черту, был передан в ведение Иркутского района. В результате отделения территория Иркутска уменьшилась более чем на 2 тыс. га.
Через посёлок планируется проложить современную автотрассу, соединяющую Иркутск с аэропортом Иркутск-Новый.
В посёлке действуют два исправительных учреждения: ФКУ «ИК № 4 ГУФСИН России по Иркутской области» и ФКУ «КП № 51 ГУФСИН России по Иркутской области».

## Население
| 2002 | 2010  | 2011  | 2012  |
| ---- | ----- | ----- | ----- |
| 1352 | ↗2023 | ↗2037 | ↗2057 |